# Arfolk
Arfolk est un label discographique indépendant né à Lorient en 1967 créé par Jo (Georges) Gragnic. Spécialisée dans la musique bretonne, la maison de disque s'ouvre ensuite à la musique celtique. Elle est rachetée par Coop Breizh en 1985. En 2022, le label Arfolk est recréé par Philippe Guillo et Romain Sponnagel, notamment pour accueillir les catalogues bretons : Coop Breizh, Eog...

## Histoire
La société se donne pour mission le développement de la musique bretonne sur trois axes majeurs : le kan ha diskan, les sonneurs de couple et la musique des bagadoù. Dans le mouvement des années 1970, elle enregistre le nouveau folk breton et se tourne vers la musique celtique dans son ensemble. En ce qui concerne la matière de Bretagne, elle produit Glenmor, les Sonerien Du, Andrea Ar Gouilh, Djiboudjep, Ar Penseerien (1er groupe de Jean-Michel Moal), Kadig, Dihun Keltieg, La Godinette, Namnètes... On y trouve également les premiers enregistrements de Youenn Gwernig, Bleizi Ruz, Diaouled Ar Menez, Kouerien Sant-Yann,... En musique celtique, elle commence par présenter les disques de Battlefield Band, The Laggan, The Sands Family, Ted Furey, Patsy Whelan & John Wright, Lorne Scottish Dance Band, Castle Céilí Band. Arfolk, réussissant à attirer les musiciens et chanteurs bretons et celtiques, fera partie des dix meilleurs producteurs de musique traditionnelle d'Europe.
En 1982, la société Coop Breizh achète le label pour lancer sa propre production.
Le nom Arfolk disparaitra petit à petit au profit de Coop Breizh puis Coop Breizh Musik à l'arrivée de Romain Sponnagel à la tête de l'institution musicale bretonne.
En 2022, le label Arfolk renait pour acquérir le catalogue Coop Breizh Musik, mais aussi accueillir d'autres catalogues musicaux. Depuis le 1ᵉʳ juillet 2023, le catalogue musical de plus de 300 références est ainsi géré par Arfolk et les éditions musicales par Arfolk publishing.
Les sociétés "Arfolk" et "Arfolk publishing" appartiennent à la holding "Blavezh" dirigée par Romain Sponnagel, (ancien producteur de Coop Breizh Musik), et Philippe Guillo, directeur de Koroll. Une filiale spécialisée dans la musique classique est en projet, "Arfolk Klasik", qui permettra d'enregistrer des œuvres de compositeurs bretons.

## Catalogue
Principaux artistes en production et/ou en licence :
- Ampouailh, groupe de fest-noz
- Annie Ebrel, chanteuse
- Yann-Fañch Kemener, chanteur
- Bagad Kemper, ensemble traditionnel
- Carlos Núñez, musicien galicien[11]
- Denez, auteur, compositeur, interprète
- Fleuves, groupe
- Gilles Servat, auteur, compositeur, interprète
- Hamon-Martin Quintet, groupe
- Les marins d'Iroise, chœur
- Orchestre National de Bretagne, Orchestre Symphonique
- Red Cardell, groupe
- Soïg Sibéril, guitariste
- Les Ramoneurs de menhirs, groupe
- Soldat Louis, groupe
- Didier Squiban, compositeur, pianiste

...